# Nicolino Latella
Nicolino Latella (La Spezia, 22 giugno 1902 – Fidenza, 29 luglio 1942) è stato un calciatore italiano, di ruolo portiere.

## Carriera
Cresciuto nello Spezia, gioca con i liguri tre stagioni, dal 1921 al 1924.
Passa poi al Torino dove rimane anche qui tre annate, le prime due delle quali come titolare, vedendosi revocare uno scudetto nella sua ultima stagione per il Caso Allemandi. In codesta stagione non disputa tuttavia alcun incontro, nemmeno quando il nuovo titolare Bosia non gioca.
Nel 1927 arriva al Padova dove colleziona 73 presenze, 23 delle quali nel primo campionato di Serie A.
Dal 1930 al 1932 veste le maglie di Legnano e Pro Patria.

## Palmarès
- Campionato italiano: 1 (revocato)

Torino: 1926-1927